# 在パキスタンモルディブ高等弁務官事務所
在パキスタンモルディブ高等弁務官事務所（ディベヒ語: ޕާކިސްތާނުގައި ހުންނަ ދިވެހިރާއްޖޭގެ ހައިކޮމިޝަން、ウルドゥー語: پاکستان میں مالدیپ ہائی کمیشن、英語: High Commission of the Maldives in Pakistan）は、パキスタンの首都イスラマバードに置かれているモルディブの在外公館である。

## 沿革
1966年7月26日、パキスタンとモルディブの外交関係が樹立される。その後40年以上にわたって高等弁務官や特命全権大使が常駐していなかったが、2008年6月3日、アーダム・ハサンが常駐では初代となる高等弁務官としてイスラマバードに着任した。
この公館は、モルディブが英連邦から離脱した2016年10月から2020年2月まで、在パキスタンモルディブ大使館（ディベヒ語: ޕާކިސްތާނުގައި ހުންނަ ދިވެހިރާއްޖޭގެ އެމްބަސީ、ウルドゥー語: پاکستان میں مالدیپ سفارت خانے、英語: Embassy of the Maldives in Pakistan）と呼ばれていた。モルディブが英連邦の共和国としての地位に復帰した2020年2月1日、この在外公館はモルディブ高等弁務官事務所に戻った。

## 住所
H No. 10, St No. 4, F-8/3, Islamabad